# Herbort Duckel
Herbort Duckel (* ?; † nach 1431 in Stade) war 1407 oder 1408 bis 1424 Bremer Ratsherr und 1419 bis 1424 Bürgermeister. Nach dem Verlust des städtischen Territoriums in Friesland wurde er 1424 gestürzt und musste Schadensersatz an Kreditgeber leisten. Er floh 1425 nach Stade, verklagte die Stadt beim Reichskammergericht und nutzte die internen Machtkämpfe dazu, sowohl die Hanse als auch den Kaiser gegen den neuen Rat aufzubringen. Über Bremen wurde die Reichsacht verhängt, die Stadt aus der Hanse ausgeschlossen. Duckel trug damit entscheidend zur endgültigen Durchsetzung der Vorherrschaft der alten Familien in Bremen ab 1435 bei.

## Leben

### Herkunft, Ratsherr und Bürgermeister
Duckel stammte aus einer Familie, die seit über einem Jahrhundert Ratsherren gestellt hatte: Sievert Duckel, um 1270 geboren, verheiratete seinen Sohn Herbert mit Hildegunde, der Tochter von Johann von Arsten. Herbert saß von 1314 bis 1340 im Bremer Rat; zudem wurde er zum Bürgermeister gewählt, der die St.-Martini-Gemeinde vertrat. 1349 wurde bei der Zerschlagung der Casalbruderschaft sein Sohn Johann Duckel (* um 1300), ein Großvater Herbort Duckels, vertrieben, der Mitinhaber des Haupthauses dieser Bruderschaft war. Johann verheiratete seinen Sohn Hinrich mit der Tochter einer anderen Ratsfamilie, mit Alke von der Timer. 
Ihr gemeinsamer Sohn Herbort wurde mit Bartke von der Hude verheiratet, Tochter des Ratsherrn und Bürgermeisters Detward von der Hude. Ihr Bruder war der überaus vermögende Händler Hinrich von der Hude. Gelegentlich ist in den Quellen nicht zu erkennen, ob es sich bei Herbort um Herbort den Jüngeren oder seinen Onkel, den Älteren handelt. In jedem Falle besaß er 1417 ein Haus in der Langenstraße. Sein 1398 geborener Bruder Sywert starb bereits 1406.
Herbort Duckel, der bereits seit 1407 Ratsherr in Bremen war, wurde 1419 zu einem der Bürgermeister gewählt. Dies geschah in einer Phase, in der Bremen versuchte, ein weitläufiges Territorium an der Nordsee aufzubauen, was in den Jahren bis 1420 auch gelang. Duckel lieh der Stadt 1413 bis 1415 zur Finanzierung der Feldzüge gegen die Friesen Geld, und wahrscheinlich veranlasste er weitere Bürger, dem Rat Kredite zu geben.

### Verlust der friesischen Gebiete und Sturz Duckels
In den Jahren 1420 bis 1426 endete die kurzlebige Vorherrschaft Bremens über die Friesen an der Unterweser. Zwar erhielt Bremen noch am 20. Juni des Jahres die königliche Bestätigung seiner dortigen Herrschaft, doch verbündete sich der Friesenhäuptling Sibet von Rüstringen am 23. Oktober mit Ocko tom Brok. Er war der einflussreichste Häuptling und strebte nach der Vorherrschaft zwischen Ems und Weser. Ziel der Verbündeten war es, Bremen aus dem Stadland und Butjadingen zu vertreiben. Mitte Mai 1424 trafen sich in Lübeck Gesandte der Streitparteien, also Bremens, Groningens und der beiden Häuptlinge, sowie Hamburgs, doch vertagten sie die Verhandlungen am 31. Mai. Ocko und Sibet fielen jedoch bereits am nächsten Tag mit 4000 Mann im Stadland ein, der Bremer Vogt Herteke Slamestorp übergab Golzwarden widerstandslos, Ratsherr Johann Frese kapitulierte in der Friedeburg nach wenigen Tagen. Die Gemeinden des Stadlands, Rodenkirchen, Esensham und Abbehausen mussten Bremen absagen. Als am 29. Juli die vereinbarten Verhandlungen begannen, an denen auch Erzbischof Nikolaus und Graf Dietrich von Oldenburg teilnahmen, konnte Bremen die geschaffenen Tatsachen nur noch hinnehmen. Ocko und Sibet zerstörten immerhin die Burgen Golzwarden und Friedeburg, der Besitz der Bremer Bürger im Stadland blieb unangetastet und die neuen Herren garantierten offene Handelswege.
Bürgermeister Herbort Duckel, bei dem die Stadt 1413 bis 1415 noch Anleihen aufgenommen hatte, um die Friesenkriege zu finanzieren, verlor seinen Einsatz. Doch man forderte von ihm 200 weitere Mark lübisch, wahrscheinlich um die Verluste anderer Bürger auszugleichen. Darüber hinaus wurde er aus dem Rat gedrängt, woraufhin er nach Stade ging.
Damit nicht genug verbündete sich Bremen erfolglos mit dem Erzbischof gegen Focko Ukena, Häuptling in Leer. Er war ein Lehnsmann Ocko tom Broks, doch war es Ende 1424 zum Bruch zwischen den beiden gekommen. Bremen erhoffte sich wieder wachsenden Einfluss in Friesland, doch im September 1426 unterlagen die Verbündeten bei Detern. Die beiden rivalisierenden Häuptlinge ebneten durch ihre Kämpfe den Weg für die Vorherrschaft der Cirksena, Bremen war nicht in der Lage, das Territorium zurückzugewinnen.

### Verhansung, Beschwerde beim Kaiser und Reichsacht
Im November 1426 legte Daniel Brand sein Amt nieder, im Juni 1429 verließ er heimlich die Stadt. In Stade traf er sich mit Duckel und gemeinsam zogen sie vor das Reichskammergericht. Dort erreichten sie angesichts des städtischen Umsturzes, dass Bremen in die Reichsacht kam. 
Nun zog am 16. November 1427 die „gancze meenheit“ vor das Rathaus und erzwang die Neuwahl des Rates. Tatsächlich wurden zwei neue Bürgermeister und 14 Ratsherren gewählt, von denen allerdings zehn schon vorher Ratsherren gewesen waren. Wie schon 1330, 1359 und 1366 nahm die Gemeinde dabei selbst die Wahl vor, wo ansonsten ein Selbstergänzungssystem der alten Familien vorherrschte. Fortan sollten zwölf Ratsherren und zwei Bürgermeister von der gesamten Gemeinde in einer Mischung aus Los und Wahl gewählt werden. Am 11. März 1428 beschworen die alten Ratsherren bei Strafe des Todes, nicht gegen die neue Ordnung zu konspirieren. 
Dieser Umsturz rief jedoch einerseits die Hanse auf den Plan, die seit 1375 die alte Ratsordnung gegen jeden Umsturz verteidigte. Zugleich wirkte sich der Ausschluss aus der Hanse aus, der am 27. April 1427 erfolgt war. Die Mandate der Hanse wurden auf dem Marktplatz verbrannt, Bremen verhandelte mit dem skandinavischen Unionskönig Erik, einem Gegner der Hanse. Zudem erschienen Bremens Unterhändler nicht auf den Hansetagen. 
Zum andern intervenierte König Sigismund, der den Bremer Erzbischof beauftragte, dahin zu wirken, den alten Zustand wiederherzustellen. Der Bischof erschien am 10. Oktober 1428 im Rathaus; dabei boten die neuen den alten Ratsherren die Rückkehr in ihre Ämter an. Diese lehnten jedoch ab, da sie Aufruhr fürchteten. 
Nun reichte der nach Stade geflohene Bürgermeister Duckel Klage beim Reichskammergericht ein. Sie führte bereits am 25. Mai 1429 zu einem vorläufigen Strafmandat gegen Bremen.
Dennoch war Bremen noch nicht isoliert. Es bestand ein Bündnis mit dem Grafen von Hoya und ein Landfriede mit dem Herzog von Lüneburg. 1429 gelang es sogar, die Burg Stotel zurückzuerobern. Doch die Stadt litt unter rapide steigenden Preisen, insbesondere für Grundnahrungsmittel. Am 28. August 1429 verließen zwei Bürgermeister des alten Rates und sechs Ratsherren die Stadt und nahmen in Delmenhorst Kontakt mit dem Erzbischof auf. Sie gingen von dort nach Stade zum ehemaligen Bürgermeister Duckel. Während die beiden Bürgermeister des alten Rates bei Hof vorgelassen wurden, geriet die Gesandtschaft aus Bremen in die Hände von Hussiten und wurde ausgeplündert, die Gesandtschaft des folgenden Jahres 1430 wurde nicht vorgelassen. Stattdessen kam Bremen in die Reichsacht. Die Stadt appellierte bei Papst Martin V. und sogar beim Konstanzer Konzil gegen die Acht. Anfang 1430 setzte sich ein Mitglied des alten und des neuen Rates, Johann Vasmer, ebenfalls nach Stade ab, geriet jedoch in Bremer Gefangenschaft und wurde am 2. Juni vom Vogtsgericht zum Tode wegen Verrats und Eidbruchs verurteilt. Das Todesurteil wurde beim Paulskloster vollstreckt. 
Erst am 29. März 1431 hob das Reichskammergericht die Acht wieder auf, unter der Bedingung, dass sie dem Königlichen Fiskal Simon Amman bzw. dem alten Rat und Bürgermeister Duckel vor das Reichskammergericht folgen. Wann Duckel starb, ist unklar, doch wahrscheinlich war er immer 1431 noch in Stade. 1433 vermittelte Graf Johann von Hoya einen Ausgleich zwischen dem Rat der Stadt Bremen, den Erben und Anhängern des Bürgermeisters Herbort Duckel und den Herzögen von Braunschweig-Lüneburg. Herbort Duckel wurde dabei nicht mehr erwähnt. Unter dem Namen „Neue Eintracht“ wurde 1435 die Herrschaft der alten Ratsfamilien wiederhergestellt.